# Vittofsad fnittertrast
Vittofsad fnittertrast (Garrulax leucolophus) är en asiatisk fågel i familjen fnittertrastar.

## Utseende
Vittofsad fnittertrast en stor (26–31 cm) och brun fnittertrast med vitt på huvud och bröst samt en bred och svart ansiktsmask. Den reser ofta de förlängda hjässfjädrarna till en fyllig tofs. Ovansidan och resten av undersidan är kastanjebrun. Västliga fåglar (nominatformen och patkaicus, se nedan) är mer olivbrun på bakre delen av ovansidan och det vita på bröstet är skarpt avgränsad i nederkant, medan de östliga (diardi och belangeri) är jämnfärgat kastanjebrun ovan med mera utbrett vitt undertill med diffus avgränsning nedertill.

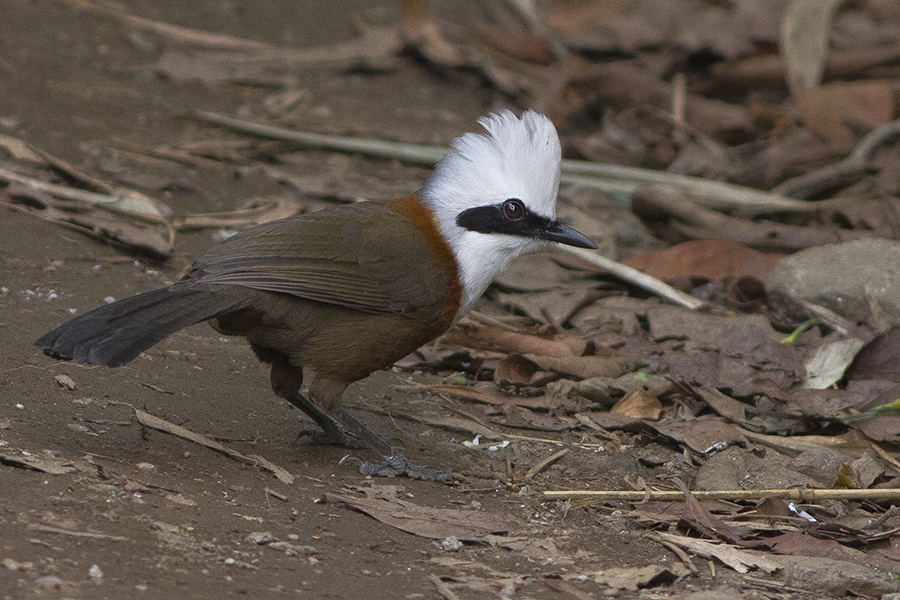

## Utbredning och systematik
Vittofsad fnittertrast delas in i fyra underarter med följande utbredning:
- Garrulax leucolophus leucolophus – västra Himalaya till Nepal, Sikkim, Bhutan och Assam (Mishmibergen)
- Garrulax leucolophus patkaicus – södra Assam (söder om Brahmaputra) till norra Myanmar och nordvästra Yunnan
- Garrulax leucolophus belangeri – södra Myanmar och sydvästra Thailand (Mekongfloddalen)
- Garrulax leucolophus diardi – sydöstra Myanmar till sydvästra Yunnan, thailändska delen av Malackahalvön och Indokina

## Levnadssätt
Vittofsad fnittertrast hittas i låglänt skog, bambusnår, plantage och trädgårdar. Den födosöker lågt eller på medelhög nivå i ljudliga grupper om sex till tolv fåglar, gärna i sällskap med andra arter som kragfnittertrast (Pterorhinus pectoralis) och halsbandsfnittertrast (Garrulax monileger). Födan består av insekter, men även frukt, bär och ibland också små reptiler och nektar. Arten är stannfågel.

### Häckning
Fågeln häckar kooperativt mellan februari och september. Det skålformade boet placeras två till åtta meter ovan mark i en buske eller lågt träd, vari den lägger två till sex ägg. Boparasitism har noterats från rödvingad skatgök (Clamator coromandus), jakobinskatgök (Clamator jacobinus) och större hökgök (Hierococcyx sparverioides).

## Status och hot
Arten har ett stort utbredningsområde och en stor population, men tros minska i antal till följd av habitatförstörelse och fragmentering, dock inte tillräckligt kraftigt för att den ska betraktas som hotad. Internationella naturvårdsunionen IUCN kategoriserar därför arten som livskraftig (LC). Världspopulationen har inte uppskattats men den beskrivs som vanlig.